# Campeonato Pernambucano de Futebol de 2019 - Série A2
O Campeonato Pernambucano de Futebol - Série A2 de 2019, foi a 26ª edição da segunda divisão de futebol profissional entre clubes de futebol do estado de Pernambuco desde 1995. O campeão e o vice-campeão do torneio terão vagas garantidas para o Campeonato Pernambucano de Futebol de 2020.
O Decisão Sertânia sagrou-se campeão da competição ao derrotar o Retrô Brasil na final em jogo único na Arena Pernambuco com resultado final de 2–2, tendo derrotado a fênix nos pênaltis (3–2), conquistando o título inédito.
Ambos finalistas Decisão Sertânia e Retrô Brasil obtiveram o acesso para o Campeonato Pernambucano de Futebol de 2020.

## Formato e Regulamento

### Regulamento
O Campeonato Pernambucano de 2019 será disputada por 8 clubes, com jogos de 27 de julho a 9 de novembro. Ao contrário dos últimos dois anos, nos quais só o campeão subiu, desta vez serão duas vagas de acesso à elite do futebol pernambucano. Justifica-se pelo encerramento da transição no Campeonato Pernambucano Série A1, com a redução de 12 para 10 clubes – com dois rebaixamentos e um acesso tanto em 2017 quanto em 2018.
Pela fórmula definida após conselho arbitral, em 19 de junho, serão quatro fases; 1ª fase – as 8 equipes se enfrentam em jogo só de ida, Com 6 classificados; 2ª fase – as 6 equipes classificadas se enfrentam em jogo somente de ida, as quatros primeiras avançam; 3ª fase – 4 equipes disputam o acesso e a vaga na final, que será a principal disputa eliminatória, com as vagas em jogo. Ao todo, o campeão fará 16 partidas.

### Formato
- Primeira fase: (fase de grupos): 8 clubes distribuídos em um único grupo (jogos somente de ida, passam os 6 melhores).
- Segunda Fase: (fase de grupos): 6 clubes distribuídos em um grupo de seis clubes (jogos só de ida, passam os 4 melhores).
- Terceira fase: (quadrangular final): 4 clubes distribuídos em um grupo de quatro clubes cada (jogos somente de ida, passam os 2 melhores).
- Quarta fase: (final): em um grupo de dois clubes, de onde sairá o campeão (jogo único).

## Critérios de Desempate
Na 1ª, 2ª e 3ª Fase sempre que duas ou mais equipes estiverem em igualdade de pontos,  os critérios de desempates devem ser aplicados na seguinte ordem:
1. Número de vitórias
2. Saldo de gols
3. Gols marcados
4. Número de cartões vermelhos
5. Número de cartões amarelos
6. Sorteio público

Na 4ª fase, sempre que as duas equipe estiverem em igualdade do pontos aplica-se os seguintes critérios:
1. Saldo de gols;
2. Tiros de ponto penal, conforme as Regras do Jogo de Futebol.

## Equipes Participantes
| Equipe                                    | Cidade                 | Em 2018 | Estádio (Mando)     | Capacidade | Títulos (Último) | Part. |
| ----------------------------------------- | ---------------------- | ------- | ------------------- | ---------- | ---------------- | ----- |
| 1º de Maio Esporte Clube                  | Petrolina              | 11°     | Paulo Coelho        | 5.000      | 0 (não possui)   | 13    |
| Centro Limoeirense de Futebol             | Limoeiro               | 2°      | Varedão             | 3.500      | 0 (não possui)   | 20    |
| Sociedade Esportiva Decisão Futebol Clube | Bonito                 | 3°      | Arthur Tavares      | 4.000      | 0 (não possui)   | 13    |
| Íbis Sport Club                           | Paulista               | 5°      | Ademir Cunha        | 12.000     | 0 (não possui)   | 23    |
| Ipojuca Atlético Clube                    | Ipojuca                | ND      | Arena de Pernambuco | 44.300     | 0 (não possui)   | 3     |
| Clube Atlético do Porto                   | Caruaru                | 7°      | Lacerdão            | 19.478     | 1 (2003)         | 4     |
| Retrô Futebol Clube Brasil                | Camaragibe             | ND      | Arena de Pernambuco | 44.300     | 0 (não possui)   | 1     |
| Vera Cruz Futebol Clube                   | Vitória de Santo Antão | 6°      | Arena de Pernambuco | 44.300     | 3 (2014)         | 9     |

## Primeira Fase
|  | Equipes classificadas para à segunda fase |
|  | Equipes eliminadas na primeira fase       |

| Pos | Equipes            | Pts | J | V | E | D | GP | GC | SG | %  | DF      |
| --- | ------------------ | --- | - | - | - | - | -- | -- | -- | -- | ------- |
| 1   | Retrô              | 13  | 7 | 3 | 4 | 0 | 10 | 5  | +5 | 62 | Estável |
| 2   | Porto-PE           | 13  | 7 | 3 | 4 | 0 | 8  | 3  | +5 | 62 | Estável |
| 3   | Decisão Sertânia   | 12¹ | 7 | 3 | 3 | 1 | 11 | 4  | +7 | 57 | 1       |
| 4   | Vera Cruz          | 12  | 7 | 3 | 3 | 1 | 7  | 8  | -1 | 57 | 1       |
| 5   | Centro Limoeirense | 6   | 7 | 1 | 3 | 3 | 5  | 7  | –2 | 29 | 2       |
| 6   | Íbis               | 6   | 7 | 1 | 3 | 3 | 4  | 8  | –4 | 29 | Estável |
| 7   | 1º de Maio         | 5   | 7 | 1 | 2 | 4 | 6  | 11 | –5 | 24 | 2       |
| 8   | Ipojuca            | 4   | 7 | 0 | 4 | 3 | 5  | 10 | –5 | 19 | Estável |

|                    | MAI | CLF | DFC | IBI | IPJ | POR | RET | VCR |
| ------------------ | --- | --- | --- | --- | --- | --- | --- | --- |
| 1° de Maio         | —   | —   | 1–1 | —   | 2–1 | —   | 1–1 | —   |
| Centro Limoeirense | 3–1 | —   | —   | 0–0 | 0–0 | —   | —   | 0–1 |
| Decisão Sertânia   | —   | 1–0 | —   | —   | 0–0 | —   | —   | 5–0 |
| Íbis               | 1–0 | —   | 0–2 | —   | —   | 1–1 | 0–2 | —   |
| Ipojuca            | —   | —   | —   | 2–2 | —   | —   | 1–2 | 1–1 |
| Porto-PE           | 1–0 | 0–0 | 2–1 | —   | 3–0 | —   | —   | —   |
| Retrô              | —   | 4–2 | 1–1 | —   | —   | 0–0 | —   | —   |
| Vera Cruz          | 3–1 | —   | —   | 1–0 | —   | 1–1 | 0–0 | —   |

| Vitória do mandante | Vitória do visitante | Empate |

- ¹Decisão é absolvido em segunda instância e recupera pontos perdido na competição. O clube havia sido punido por extrapolar o limite de transferências interestaduais permitido no regulamento.[10][11]

## Segunda Fase
|  | Equipes classificadas para o quadrangular final |
|  | Equipes eliminadas na segunda fase              |

| Pos | Equipes            | Pts | J | V | E | D | GP | GC | SG | %  | DF      |
| --- | ------------------ | --- | - | - | - | - | -- | -- | -- | -- | ------- |
| 1   | Vera Cruz          | 12  | 5 | 4 | 0 | 1 | 8  | 3  | +5 | 80 | Estável |
| 2   | Retrô              | 11  | 5 | 3 | 2 | 0 | 6  | 1  | +5 | 73 | Estável |
| 3   | Decisão Sertânia   | 8   | 5 | 2 | 2 | 1 | 4  | 1  | +3 | 53 | Estável |
| 4   | Porto-PE           | 4   | 5 | 1 | 1 | 3 | 4  | 6  | –2 | 27 | Estável |
| 5   | Íbis               | 4   | 5 | 1 | 1 | 3 | 3  | 5  | –2 | 27 | Estável |
| 6   | Centro Limoeirense | 3   | 5 | 1 | 0 | 4 | 3  | 12 | –9 | 20 | Estável |

|                    | CLF | DFC | IBI | POR | RET | VCR |
| ------------------ | --- | --- | --- | --- | --- | --- |
| Centro Limoeirense | —   | —   | 1–0 | —   | —   | 0–3 |
| Decisão Sertânia   | 3–0 | —   | 1–0 | 0–0 | —   | —   |
| Íbis               | —   | —   | —   | 2–1 | 0–0 | —   |
| Porto-PE           | 2–1 | —   | —   | —   | 0–1 | 1–2 |
| Retrô              | 4–1 | 0–0 | —   | —   | —   | 1–0 |
| Vera Cruz          | —   | 1–0 | 2–1 | —   | —   | —   |

| Vitória do mandante | Vitória do visitante | Empate |

## Quadrangular Final
|  | Equipes classificadas para à Série A1 de 2020 e fase final |
|  | Equipes eliminadas no quadrangular final                   |

| Pos | Equipes          | Pts | J | V | E | D | GP | GC | SG | %  | DF |
| --- | ---------------- | --- | - | - | - | - | -- | -- | -- | -- | -- |
| 1   | Decisão Sertânia | 5   | 3 | 1 | 2 | 0 | 3  | 2  | +1 | 56 | 1  |
| 2   | Retrô            | 4   | 3 | 1 | 1 | 1 | 3  | 3  | 0  | 44 | 1  |
| 3   | Vera Cruz        | 4   | 3 | 1 | 1 | 1 | 2  | 2  | 0  | 44 | 1  |
| 4   | Porto-PE         | 2   | 3 | 0 | 2 | 1 | 3  | 4  | –1 | 22 | 1  |

|                  | DFC | POR | RET | VCR |
| ---------------- | --- | --- | --- | --- |
| Decisão Sertânia | —   | —   | 1–1 | —   |
| Porto-PE         | 1–1 | —   | —   | 1–1 |
| Retrô            | —   | 2–1 | —   | 0–1 |
| Vera Cruz        | 0–1 | —   | —   | —   |

| Vitória do mandante | Vitória do visitante | Empate |

## Final
O time de melhor campanha na classificação geral tem o direito do mando de campo.
| 9 de novembro | Retrô                               | 2 – 2  | Decisão Sertânia         | Arena Pernambuco, São Lourenço da Mata                                     |
| 19:00 (UTC-3) | Sillas Gomes 1' · Douglas Bomba 52' | Súmula | 44' Luan · 64' Alenílson | Público: 1 326 Renda: R$ 6.750,00 Árbitro: PE Rodrigo José Pereira de Lima |

|                                            |       | Penalidades                         |  |
| Joélson Arlan Jeremias Léo Cotia Luquinhas | 2 – 3 | Pedro Maycon Adenilson Sávio Renato |  |

## Premiação
| Campeonato Pernambucano de Futebol de 2019 - Série A2         |
| ------------------------------------------------------------- |
| Sociedade Esportiva Decisão Futebol Clube Campeão (1º título) |

| Vice Campeão: | Terceiro Colocado: | Quarto Colocado: | Artilheiro:                         |
| ------------- | ------------------ | ---------------- | ----------------------------------- |
| Retrô Brasil  | Vera Cruz          | Porto-PE         | Renato (Decisão Sertânia) – 10 gols |

## Artilharia
Atualizado em 11 de novembro de 2019.
| Pos. | Jogador         | Equipe             | Gols |
| ---- | --------------- | ------------------ | ---- |
| 1º   | Renato          | Decisão Sertânia   | 10   |
| 2º   | Joélson         | Retrô Brasil       | 9    |
| 3º   | Thomas Anderson | Centro Limoeirense | 6    |
| 4º   | Candinho        | Retrô Brasil       | 5    |
| 4º   | Pajé            | Vera Cruz          | 5    |
| 6º   | Everton Bala    | Porto-PE           | 4    |

### Hat-trick
| Jogador         | Clube              | Adversário | Placar | Data          | Ref.   |
| --------------- | ------------------ | ---------- | ------ | ------------- | ------ |
| Thomas Anderson | Centro Limoeirense | 1º de Maio | 3–1    | 8 de Setembro | [ 13 ] |

### Poker-trick
| Jogador | Clube            | Adversário | Placar | Data          | Ref.          |
| ------- | ---------------- | ---------- | ------ | ------------- | ------------- |
| Renato  | Decisão Sertânia | Vera Cruz  | 5–0    | 8 de Setembro | [ 14 ] [ 15 ] |

## Maiores Públicos
Esses são os dez jogos de maior público do campeonato:

## Menores Públicos
Esses são os dez jogos de menor  público do campeonato:

## Médias de Público
Estas são as médias de público dos clubes no campeonato, considerando jogos das equipes em todas as fases e como mandantes:
| N° | Time               | Média | Total | Mandos[PF] |
| -- | ------------------ | ----- | ----- | ---------- |
| 1  | Retrô              | 895   | 8 052 | 9          |
| 2  | Decisão Sertânia   | 611   | 3 669 | 6          |
| 3  | Ipojuca            | 377   | 1 132 | 3          |
| 4  | Vera Cruz          | 280   | 1 958 | 7          |
| 5  | Porto-PE           | 252   | 1 511 | 6          |
| 6  | Íbis               | 117   | 700   | 5          |
| 7  | 1º de Maio         | 94    | 280   | 3          |
| 8  | Centro Limoeirense | 89    | 533   | 5          |

- PF. ^ Jogos com portões fechados não são considerados.

## Mudança de Técnicos
| Clube    | Antecessor   | Motivo   | Data          | Última partida            | Etapa        | Rod | Pos      | Sucessor        | Ref.          |
| -------- | ------------ | -------- | ------------- | ------------------------- | ------------ | --- | -------- | --------------- | ------------- |
| Porto-PE | Laelson Lima | Demitido | 28 de outubro | Porto-PE 0–1 Retrô Brasil | Segunda Fase | 5ª  | 4º lugar | Edmilson Santos | [ 17 ] [ 18 ] |

## Ver Também
- Campeonato Pernambucano de Futebol de 2019 - Série A1
- Campeonato Pernambucano de Futebol de 2019 - Série A3
- Copa Pernambuco de Futebol de 2019
- Copa do Nordeste de Futebol de 2019
- Futebol do Nordeste do Brasil